# کوپر باکس
 کوپر باکس  یا هندبال آرنا (به انگلیسی: Copper Box) ورزشگاهی در شهر لندن است که بخشی از مجموعه المپیک پارک لندن است.
این ورزشگاه مخصوص بازی‌های المپیک تابستانی ۲۰۱۲ برای برگزاری مسابقات هندبال و بخش شمشیربازی پنج‌گانه مدرن و همین‌طور مسابقات گلبال پارالمپیک تابستانی ۲۰۱۲ طراحی شده است.
این ورزشگاه در ژوئیه ۲۰۰۹ شروع به ساخت شده و در مه ۲۰۱۱ به بهره‌برداری رسیده است و ظرفیت آن ۷۰۰۰ نفر است.